# Año Nuevo (episodio de Fear Itself)
"Año Nuevo" (título original: "New Year's Day") es el sexto episodio de la única temporada de la serie de televisión Fear Itself. 

## Trama
Trata sobre una joven llamada Helen (Briana Evigan) que, al despertar, se encuentra en un mundo posapocalíptico invadido por horribles zombis.
Mientras transcurre el episodio, van emergiendo en la mente de la muchacha flashbacks que nos ayudarán a conocer la historia de las últimas horas vividas hasta el sorprendente desenlace.

## Elenco

### Protagonizada Por
- Briana Evigan - Helen
- Zulay Henao - Chrissie
- Niall Matter - Eddie
- Cory Monteith - James

### También Protagonizada Por
- Shelene Yung
- J Larose - Asaltante
- Campbell Lane
- Kirk Heuser
- Pauline Repond
- Reese Schoeppe - Kevin
- Consuelo Van Doorn
- Cliff Likness
- Jesse Frechette - Adolescente #1
- Paula Humby - Adolescente #2
- Kirklin Maclise - Adolescente #3
- Maria Van Steenoven
- Margherita Donato
- Fareed Abdelhak

### Equipo Técnico
- Darren Lynn Bousman - Director
- Steve Niles - Escritor
- Ben Sokolowski - Escritor
- Paul Kane - Escritor de "The Dead Time" (cuento en el que se basa la historia)

- Datos: Q5715425